# Lực lượng Chechen

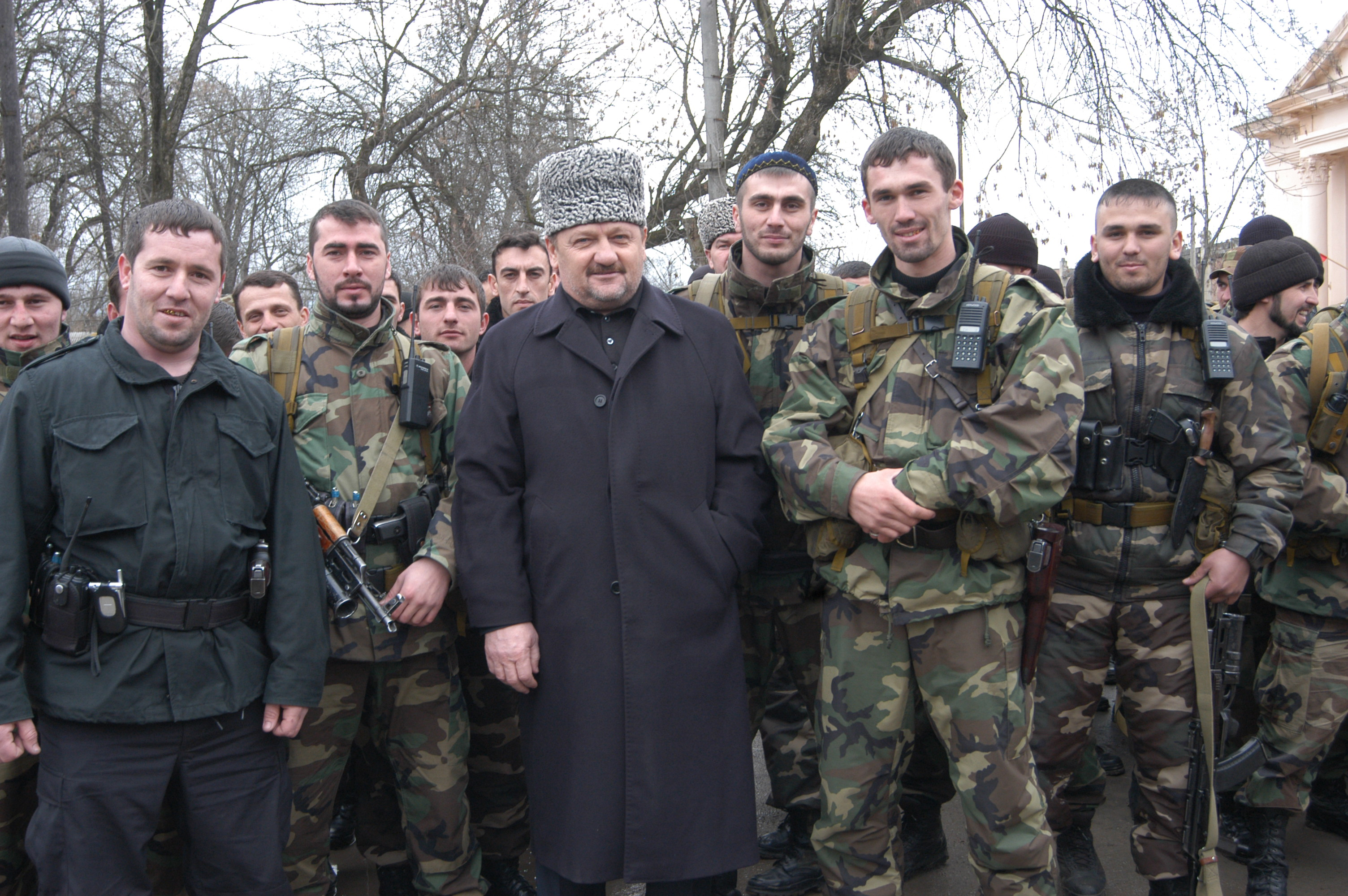
Lực lượng Checchen

Chỉ huy Magomed Daudov của Lực lượng Chechen, nay ông đã trở thành một chính trị gia nắm quyền thứ hai tại Chechnya

Lực lượng Chechen hay đặc nhiệm Chechen hay Lực lượng đặc nhiệm Akhmat được gọi là Kadyrovites (tiếng Chechnya: Кадыровцы có nghĩa là tín đồ của Kadyrov) là một lực lượng bán quân sự người Chechen hay Chechnya (phát âm tiếng Việt như là: Chét-xi-nha) đóng vai trò là vệ binh của Nguyên thủ Cộng hòa Chechnya. Thuật ngữ Kadyrovtsy thường được sử dụng ở Chechnya để chỉ bất kỳ người Chechnya vũ trang nào dưới sự kiểm soát của Người đứng đầu Cộng hòa Chechnya là Ramzan Kadyrov mặc dù trên danh nghĩa họ nằm dưới sự bảo trợ của Lực lượng Vệ binh Quốc gia Nga. Trong cuộc chiến tranh Nga - Ukraina, lực lượng Chechnya đã tham chiến và là kỳ phùng địch thủ bất phân thắng bại với đối thủ là tiểu đoàn Azov cực hữu.
Tuy vậy, với kết quả hoạt động của lực lượng này trong cuộc chiến tranh tại Ukraina thì có nhiều thông tin nghi ngờ về hiệu quả quân sự của lực lượng này, có vẻ là một vũ khí tâm lý nhằm uy hiếp tinh thần kháng cự của Ukraina là chính chứ thực chiến thì chưa thấy hiệu quả. Nga dường như cũng khai thác hình ảnh binh sĩ đặc nhiệm tinh nhuệ thiện chiến Chechnya trông oai phong bệ vệ với trang bị vũ khí xịn xò ngập đến tận răng trong như một thứ vũ khí tâm lý uy hiếp tinh thần đối phương, nhưng những hình ảnh từ phía quân đội Ukraina cho thấy lực lượng Chechnya cũng chịu nhiều tổn thất. Quân đội Chechnya ở Ukraina đã trở nên nổi tiếng với việc đăng tải các video trên phương tiện truyền thông xã hội, bao gồm cả cảnh chiến đấu ở Mariupol. Kadyrov đã bị nhiều người trên mạng chế giễu là "chiến binh TikTok" sau khi một bức ảnh chụp ông đang ở Ukraina cho thấy ông ta đang cầu nguyện tại một trạm xăng mà thương hiệu chỉ có tại ở Nga.

## Tổ chức
Lực lượng Kadyrovtsy bắt đầu thành lập từ năm 1994 với tư cách là quân ly khai Chechnya là dân quân dưới quyền Akhmad Kadyrov và chiến đấu chống lại Lực lượng vũ trang Nga vì Cộng hòa Chechnya Ichkeria trong Chiến tranh Chechnya lần thứ nhất, lực lượng này đã chiến đấu chống lại Tổng thống Dzhokhar Dudayev thân Nga. Ông Kadyrov sau đó đã đào thoát sang phía Nga trong Chiến tranh Chechnya lần thứ hai vào năm 1999 và kể từ đó, Kadyrovtsy bắt đầu chiến đấu với quân ly khai và lực lượng thánh chiến trong "Giai đoạn du kích của Chiến tranh Chechnya lần thứ hai" như một đơn vị thực quyền (de facto) của cảnh sát bang sau khi ông này được bổ nhiệm làm Tổng thống Chechnya vào tháng 7 năm 2000. Kadyrov bị ám sát vào năm 2004. Quyền kiểm soát lực lượng dân quân được con trai ông là Ramzan Kadyrov kế thừa tiếp quản.
Năm 2006, Kadyrovtsy được hợp pháp hóa thành trung đoàn Bộ binh cơ giới thuộc Bộ Nội vụ, với tên gọi Trung đoàn Cơ giới 141 với hai đơn vị, một là Trung đoàn cơ giới Akhmad Kadyrov do Movladi Baisarov lãnh đạo, có nhiệm vụ bảo vệ an ninh đường phố và hai là Trung đoàn dầu mỏ Neftepolk, chỉ huy bởi em họ của ông Kadyrov là Adam Delimkhanov, bảo vệ các khu công nghiệp. Quân số của 2 đơn vị này lúc ấy ước khoảng 5.000 người. Trên thực tế, cả hai trung đoàn đều tham gia vào cái gọi là “hoạt động chống khủng bố” để củng cố quyền cai trị của gia tộc Kadyrov. Để tăng cường sức mạnh cho 2 tiểu đoàn này khi quân số tăng lên 1.800 người, Tổng thống Ramzan Kadyrov tái trang bị cho họ bằng các thiết bị quân sự hạng nặng như xe tăng, xe bọc thép và pháo tầm xa. Đây dược xem là sự tồn tại công khai của Kadyrovites và cũng là lý do để Chính phủ Nga công nhận Kadyrovites như một lực lượng thực thi pháp luật.
Kadyrovtsy đã bị chỉ trích là quân đội tư nhân của Ramzan Kadyrov và bị phương Tây cáo buộc tội vi phạm nhân quyền trên diện rộng như bắt cóc, cưỡng bức, tra tấn và giết người. Những người chỉ trích cho rằng việc Kadyrovtsy sử dụng các biện pháp trừng phạt không qua xét xử để củng cố quyền cai trị chuyên quyền của Kadyrov, và hiện đã vượt qua quân nổi dậy thánh chiến với tư cách là tổ chức đáng sợ nhất trong số dân thường của Chechnya. Năm 2016, sau một loạt cải cách, hầu hết quân đội và lực lượng bán quân sự Nga được đặt dưới quyền chỉ huy của Vệ binh quốc gia Nga, trong đó có cả Kadyrovites mặc dù trên danh nghĩa, nó nó vẫn thuộc quyền kiểm soát trực tiếp của Ramzan Kadyrov

## Năm 2022
Khi cuộc chiến Nga-Ukraine nổ ra thì vào ngày 26 tháng 2 năm 2022 Tổng thống Chechnya Ramzan Kadyrov ra lệnh cho lực lượng Kadyrovites triển khai ở Ukraine với quân số ước tính khoảng 7.000 người. Theo Foreign Policy thì phía Nga dường như cũng khai thác hình ảnh binh sĩ đặc nhiệm tinh nhuệ thiện chiến Chechnya như một thứ vũ khí tâm lý uy hiếp tinh thần đối phương, nhiều chuyên gia phương Tây cho rằng Điện Kremlin chủ yếu dùng lực lượng này để làm giảm nhuệ khí chiến đấu của các lực lượng Ukraine. Trong những trận đánh ác liệt diễn ra trên đường phố Mariupol, những đặc nhiệm Chechnya đã đóng góp phần không nhỏ trong việc thực hiện vây lấn tiến công trên chiến trường Ukraine và cho thấy sự thiện chiến của mình. Theo các giới chuyên gia, các đơn vị Chechnya có nhiều kinh nghiệm trong tác chiến đô thị và có thể sự xuất hiện của họ sẽ là nhân tố quyết định trong việc kiểm soát Mariupol từ tay phía Ukraine.

## Chú thích

Phù hiệu của lực lượng Chechen